# Weitefeld

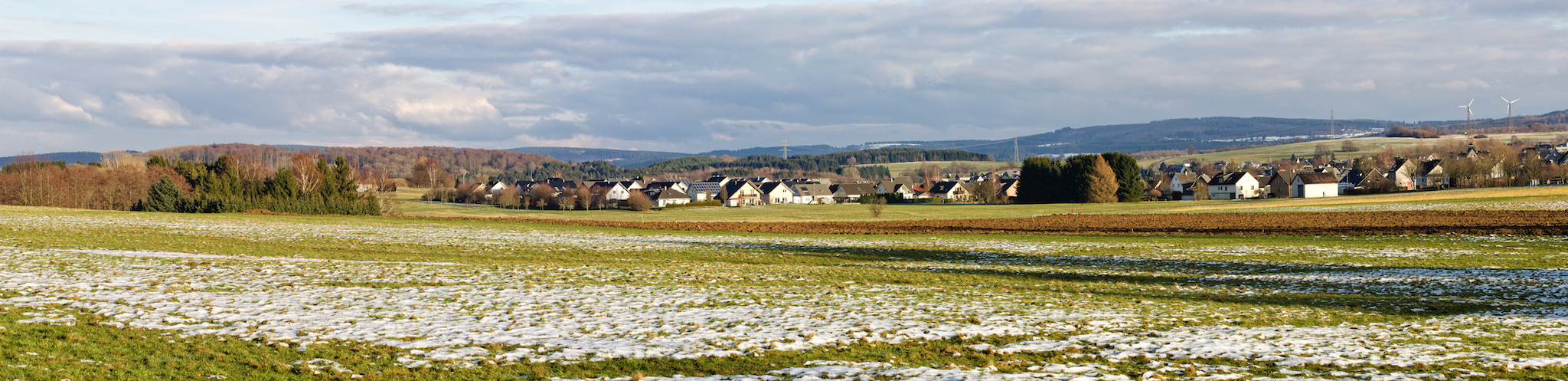
Weitefeld

Weitefeld ist eine Ortsgemeinde im Landkreis Altenkirchen (Westerwald) in Rheinland-Pfalz. Sie gehört der Verbandsgemeinde Daaden-Herdorf an.

## Geographie

### Geographische Lage
Weitefeld liegt auf einer Höhe von etwa 470 m ü. NHN im nördlichen Rheinland-Pfalz im Hohen Westerwald am nördlichen Rand des Neunkhausen-Weitefelder Plateaus. Im Ort entspringt der Dreisbach, der bei Niederdreisbach in die Daade, und der Elbbach, der bei Schönstein in die Sieg mündet. Nördlich von Weitefeld liegt der Klinglerskopf, nordwestlich der Steinkopf und östlich von Oberdreisbach der Galgenkopf.
Nachbargemeinden von Weitefeld sind Niederdreisbach im Norden, Daaden (mit Biersdorf) im Nordosten, Friedewald im Südosten, Langenbach bei Kirburg im Süden, Neunkhausen im Südwesten und Elkenroth im Westen.

### Gemeindegliederung
Die Gemeinde besteht aus den mittlerweile verwachsenen Ortsteilen Weitefeld, Oberdreisbach und den Wohnplätzen „Vor dem See“ und „Waldhaus“.

## Geschichte
Weitefeld wurde im Jahr 848 erstmals als Witafelde (Weites Feld) urkundlich erwähnt.
Im Mittelalter zählten Weitefeld und Oberdreisbach zum Kirchspiel Daaden in der Grafschaft Sayn. Nach der Einführung der Reformation in der Grafschaft Sayn wurden die Einwohner lutherisch und später reformiert. Nach der Landesteilung der Grafschaft Sayn im 17. Jahrhundert gehörten Oberdreisbach und Weitefeld zur Grafschaft Sayn-Altenkirchen. 1770 ist eine Mühle im Tal bei Weitefeld und Oberdreisbach nachgewiesen. Die Grafschaft Sayn-Altenkirchen kam 1791 auf dem Erbweg zu Preußen und wurde 1803 im Reichsdeputationshauptschluss dem Fürstentum Nassau-Usingen zugesprochen, das 1806 im Herzogtum Nassau aufging. Aufgrund der auf dem Wiener Kongress (1815) getroffenen Vereinbarungen wurde das Gebiet der ehemaligen saynischen Grafschaften an das Königreich Preußen abgetreten. Unter der preußischen Verwaltung wurden beide Ortschaften der Bürgermeisterei Daaden im neu errichten Kreis Altenkirchen zugeordnet, der von 1822 an zur Rheinprovinz gehörte. 1817 hatte Weitefeld mit der Weitefelder Mühle 286 und Oberdreisbach 158 Einwohner.
1707 wurde erstmals Schulunterricht in Weitefeld erwähnt. 1752 folgte das erste Schulgebäude, das 1874 durch ein neues ersetzt wurde. 1914 wurde dieses aufgrund Platzmangels bereits wieder ersetzt. Im gleichen Jahr brannten beide alten Schulgebäude ab. In den Jahren 1996/1997 wurde das bestehende Gebäude erweitert.
Am 22. Juni 1922 wurde die Freiwillige Feuerwehr Weitefeld mit über 50 Mitgliedern gegründet. 1923 erhielt der Ort ein Feuerwehrhaus.
Die heutige Gemeinde wurde am 7. Juni 1969 aus den Gemeinden Weitefeld (seinerzeit 1.531 Einwohner) und Oberdreisbach (498 Einwohner) neu gebildet.
Bevölkerungsentwicklung
Die Entwicklung der Einwohnerzahl bezogen auf das heutige Gemeindegebiet; die Werte von 1871 bis 1987 beruhen auf Volkszählungen:
| Jahr | Einwohner |
| ---- | --------- |
| 1815 | 444       |
| 1835 | 669       |
| 1871 | 800       |
| 1905 | 1.092     |
| 1939 | 1.310     |
| 1950 | 1.558     |
| 1961 | 1.714     |

| Jahr | Einwohner |
| ---- | --------- |
| 1970 | 2.065     |
| 1987 | 2.039     |
| 1997 | 2.350     |
| 2005 | 2.458     |
| 2011 | 2.371     |
| 2017 | 2.262     |
| 2024 | 2.332     |

## Politik

### Gemeinderat
Der Gemeinderat in Weitefeld besteht aus 16 Ratsmitgliedern, die bei der Kommunalwahl am 9. Juni 2024 in einer personalisierten Verhältniswahl gewählt wurden, und dem ehrenamtlichen Ortsbürgermeister als Vorsitzendem.
Die Sitzverteilung im Gemeinderat:
| Wahl | SPD | CDU | FWG | WfW | Gesamt   |
| ---- | --- | --- | --- | --- | -------- |
| 2024 | 6   | –   | 4   | 6   | 16 Sitze |
| 2019 | 7   | –   | 4   | 5   | 16 Sitze |
| 2014 | 6   | –   | 3   | 7   | 16 Sitze |
| 2009 | 7   | 4   | 5   | –   | 16 Sitze |
| 2004 | 6   | 5   | 5   | –   | 16 Sitze |

- FWG = Freie Wählergruppe der Gemeinde Weitefeld e. V.
- WfW = Wir für Weitefeld e. V.

### Bürgermeister
Ortsbürgermeister von Weitefeld ist Karl-Heinz Keßler. Bei der Direktwahl am 26. Mai 2019 wurde er mit einem Stimmenanteil von 83,52 % in seinem Amt bestätigt. Bei der Direktwahl am 9. Juni 2024 wurde er mit einem Stimmenanteil von 70,00 % erneut in seinem Amt bestätigt. Damit setzte er sich deutlich gegen Mitbewerber Achim Dielmann durch.

### Wappen
| Wappen von Weitefeld | Blasonierung: „Gespalten durch eine eingebogene gol-dene Spitze, darin vier wachsende, grüne Nesselblätter, dergestalt angeordnet, dass zwischen ihnen ein durchgehendes, eingeschweiftes, gezähntes Kreuz erscheint; links in Blau drei übereinander schwebende, nach rechts gewendete goldene Fische; rechts in Rot ein steigender, herschauender, doppelschwänziger, blaubewehrter, goldener Löwe.“ |
| Wappen von Weitefeld | Wappenbegründung: Seit 1982 führt die Ortsgemeinde ein Wappen, das drei Symbole enthält, die geschichtlichen Bezug aufweisen. Der doppelschweifige, herschauende Sayner Löwe weist auf die ehemalige Landesherrschaft der Grafen von Sayn hin, zu der ein großer Teil des Landkreises Altenkirchen und damit auch Weitefeld gehört hat. Das durch Nesselblätter gebildete Kreuz ist aus dem Wappen der Herren vor Greifenstein abgeleitet, es findet sich auch als „Greifensteiner Kreuz“ im früheren Schöffen- und Gerichtssiegel von Daaden und im heutigen Wappen der Verbandsgemeinde Daaden. Diese Fische symbolisieren drei fischreiche Seen, die der Abtei Marienstatt gehört haben und heute nicht mehr existieren. An sie erinnern heute nur noch entsprechende Flurbezeichnungen. |

## Wirtschaft und Infrastruktur

### Verkehr
Die Bahnhöfe Weitefeld und Oberdreisbach lagen an der Bahnstrecke Scheuerfeld–Emmerzhausen.

### Bildung
- Grundschule Weitefeld. Schulträger ist die Ortsgemeinde Weitefeld.

## Ehrenbürger
- Peter Lücker (1875–1957), Heimatforscher

## Ereignisse
Am 6. April 2025 erlangte die Gemeinde Aufmerksamkeit aufgrund eines Dreifachmordes. In den frühen Morgenstunden wurde hier eine dreiköpfige Familie (Mutter, 44; Vater, 47; Sohn, 16) durch Schuss- und Stichverletzungen getötet.
Der Leichnam des als dringend tatverdächtig mit internationalem Haftbefehl Gesuchten wurde am 5. August 2025, wenige hundert Meter vom Tatort entfernt, bereits stark verwest aufgefunden und zwei Tage später identifiziert.